# Hugo Eberlein
Hugo Eberlein (Saalfeld, 4 de mayo de 1887 - Moscú 16 de octubre de 1941) fue un político alemán, de ideología comunista.

## Biografía
El diseñador industrial Hugo Eberlein se unió en 1906 al SPD (partido en ese momento marxista revolucionario).
En 1914, formó parte de la minoría del SPD que rechazó la Primera Guerra Mundial y, en particular, el voto de los créditos de guerra. Se unió al grupo izquierdista del SPD, formado alrededor de Rosa Luxemburgo y Karl Liebknecht, que editó las "Cartas de Espartaco" y luego se convirtió en la Liga Espartaquista (Spartakusbund).
Excluido del SPD como todos los opositores a la guerra, fue miembro del Partido Socialdemócrata Independiente de Alemania desde su fundación en 1917.
Durante la revolución alemana de 1918-1919, participó en la creación del Partido Comunista de Alemania (KPD). En marzo de 1919, fue delegado del KPD en el congreso fundador de la Internacional Comunista. Obligado a votar en contra de la creación "desde arriba" de una estructura subordinada al nuevo poder estatal ruso, finalmente se abstuvo de votar.
En abril de 1921, se opuso, sin éxito, a la exclusión de Paul Levi. Él mismo fue oficialmente excluido de la dirección del KPD en 1929.
En 1933 la llegada al poder de los nazis, que proscribieron los partidos comunistas, lo obligó a exiliarse en Francia. Fue arrestado en Estrasburgo en 1935.
Posteriormente fue acusado por Gringoire, transmitido por otros periódicos, de financiar a los partidos comunistas de Europa con fondos provenientes de la Internacional y en realidad de la URSS.

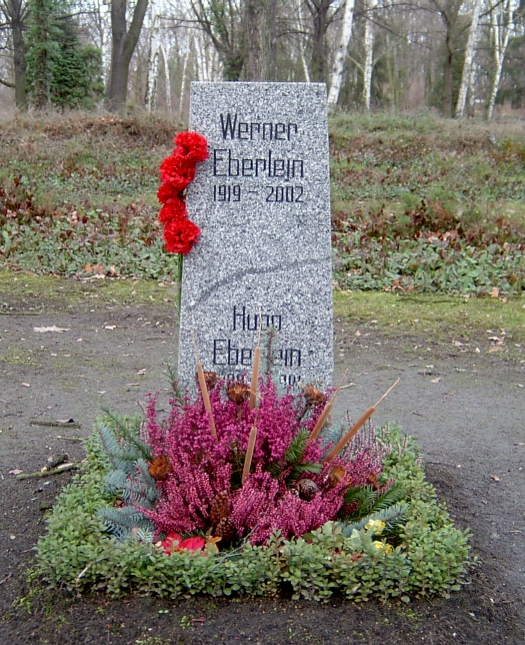
Tumba de Eberlein y su hijo Werner en cementerio central de Berlín-Friedrichsfelde, en Berlín.

Eberlein marchó a Suiza, luego en 1936 se exilió en la URSS, donde residió junto con otros comunistas en el Hotel Lux. Caído bajo el terror estalinista como antiguo partidario de Rosa Luxemburgo en julio de 1937. Fue interrogado y torturado durante diez días en enero de 1938. Llevado a la prisión de Lefórtovo en abril de 1938, fue torturado durante varias semanas y condenado, en 1939, a 15 años en el Gulag de Vorkuta. Regresado a Moscú en 1941, fue nuevamente juzgado, sentenciado a muerte el 30 de julio y ejecutado el 16 de octubre de 1941.
Después de ser rehabilitado, Eberlein se convirtió en un héroe nacional en la República Democrática Alemana (RDA). Como homenaje un regimiento de la guardia del Ejército Popular de Alemania Oriental (Nationale Volksarmee) recibió su nombre.